# B-45轰炸机
北美航空B-45「飓风」轰炸机（North American B-45 Tornado）是一款早期的美国喷气式轰炸机，由飞机公司北美航空设计和制造。它有着两项荣誉：成为美国空军（USAF）首次投入服役的喷气式轰炸机，以及成为首架多引擎喷气轰炸机在空中进行加油的飞机。